# Untätigkeitsklage
Die Untätigkeitsklage ist in Deutschland eine besondere Form der Verpflichtungsklage, das heißt einer auf ein Dulden oder Unterlassen gerichteten Leistungsklage. Sie existiert nur in drei Rechtsgebieten des Verwaltungsrechts, nämlich in der Verwaltungsgerichtsordnung (VwGO), dem Sozialgerichtsgesetz (SGG) und in der Finanzgerichtsordnung (FGO). Die Untätigkeitsklage ist statthaft, wenn die Verwaltung über einen Antrag auf Erlass eines Verwaltungsaktes oder einen Widerspruch bzw. Einspruch ohne zureichenden Grund in angemessener Frist sachlich nicht entschieden hat. Der Verwaltung soll damit die Möglichkeit genommen werden, Klagen der Bürger durch langes Warten zu verhindern bzw. zu verzögern.
Wird dagegen ein beantragter Verwaltungsakt abgelehnt, ist die Verpflichtungsklage in Gestalt der Versagungsgegenklage statthaft.

## Verwaltungsgerichtliche Untätigkeitsklage
Im Verwaltungsrecht ist die Untätigkeitsklage nach § 75 VwGO keine eigene Klageart. Sie bezeichnet vielmehr den Fall, dass die Behörde auf einen zulässigen Widerspruch oder Antrag nicht innerhalb einer angemessenen Frist entscheidet. In der Regel ist dafür gemäß § 75 Satz 2 VwGO mindestens der Ablauf von drei Monaten ab Antragstellung bzw. Widerspruchserhebung notwendig. Es handelt sich bei der Untätigkeitsklage daher regelmäßig um eine Verpflichtungsklage, mit der eine Entscheidung über die Hauptsache bzw. bei bestehendem Ermessen der Behörde nur eine zu berücksichtigende gerichtliche Rechtsauffassung begehrt wird. Im letzteren Fall hat die Klage nur das Ziel, die Behörde zu veranlassen, überhaupt eine Entscheidung, die ermessensgerecht sein sollte, zu treffen. Die Verpflichtung zu einer bestimmten behördlichen Handlung ist in diesem Fall regelmäßig nicht möglich.
Gemäß § 75 Satz 1 VwGO ist die Klage bei Verstreichen dieser Frist auch ohne vorliegende Entscheidung im Antragsverfahren bzw. ohne vorliegende Widerspruchsentscheidung zulässig. In dringenden Fällen kann bereits vor Ablauf von drei Monaten und unabhängig von einer (Untätigkeits-)Klage, eine einstweilige Anordnung gemäß § 123 VwGO in Betracht kommen, mit der eine vorläufige Regelung bis zu einer abschließenden Entscheidung in der Hauptsache erreicht werden kann.
Soweit § 42a Verwaltungsverfahrensgesetz (VwVfG) eingreift, also die Genehmigung bei Untätigkeit der Behörde fingiert wird, hat § 75 VwGO keine Bedeutung.

„Die Umstellung von der ursprünglich erhobenen Untätigkeitsklage in eine Verpflichtungsklage
stellt eine zulässige Klageänderung dar,
die nicht an den Anforderungen des § 91 VwGO zu messen ist.“

„Als Folge der dem § 75 VwGO eigentümlichen Verschränkung von behördlichem Verwaltungsverfahren und gerichtlichem Klageverfahren schließt die nicht verfrühte Erhebung der Klage die Einlegung des einer früheren Verfahrensstufe angehörenden Widerspruchs vielmehr notwendig mit ein. Aus dieser rechtlichen Sicht ergibt sich, dass es nach dem Erlass des den Vornahmeantrag ablehnenden Verwaltungsakts für den Fortgang des Verfahrens keiner weiteren Verfahrenshandlung des von der Antragsablehnung betroffenen Klägers bedarf.
Für den Fall, dass nach Ablauf der dreimonatigen Sperrfrist des § 75 Satz 2 VwGO
eine negative Entscheidung der Behörde ergeht,
wird die in zulässiger Weise erhobene Untätigkeitsklage unter Einbeziehung der Ablehnung sowie ohne Beachtung der Klagefrist des § 74 VwGO als Verpflichtungsklage fortgeführt.
Dies gilt auch im Falle einer negativen Verbescheidung eines parallel zum laufenden gerichtlichen Verfahren erhobenen Widerspruchs.“

## Sozialgerichtliche Untätigkeitsklage
Im Sozialrecht ist § 88 SGG einschlägig. Im Gegensatz zu den anderen Gerichtsbarkeiten ist die Untätigkeitsklage im sozialgerichtlichen Verfahren eine eigene Klageart, mit der lediglich die sachliche Bescheidung an sich erzwungen werden kann, nicht jedoch ein bestimmter Inhalt. Demnach ist die Klage erledigt, sobald ein sachlicher Bescheid vorliegt. Ist dieser zuungunsten des Klägers ausgefallen, ist jedoch eine Klageänderung nach § 99 SGG statthaft, die in diesem Fall regelmäßig als sachdienlich gilt und daher vom Gericht zu genehmigen ist.
Die Wartefrist beträgt sechs Monate für den Bescheid und drei Monate für den Widerspruchsbescheid; in bestimmten Fällen gelten abweichende Fristen (z. B. Statusfeststellungsverfahren: drei Monate auch schon im Antragsverfahren, § 7a Abs. 7 Satz 2 SGB IV). Die Regelung, wonach in Widerspruchsverfahren der gesetzlichen Krankenversicherung und der Bundesanstalt für Arbeit die Untätigkeitsklage bereits nach einem Monat zulässig war, ist zum 1. Januar 2002 entfallen.
Bei verfrühter Klageerhebung ist die Klage als unzulässig abzuweisen. Eine Ausnahme von der Wartefrist wird lediglich dann angenommen, wenn die Behörde eindeutig und unmissverständlich zu erkennen gegeben hat, dass sie nicht entscheiden werde.
In Eilfällen kann wie im verwaltungsgerichtlichen Verfahren bereits vor Ablauf der Frist eine einstweilige Anordnung nach § 86b SGG in Betracht kommen.

## Finanzgerichtliche Untätigkeitsklage
Die Untätigkeitsklage ist im finanzgerichtlichen Verfahren eine Anfechtungsklage oder eine Verpflichtungsklage (§ 40 FGO), die abweichend von § 44 FGO ohne abgeschlossenes Vorverfahren zulässig ist (§ 46 FGO). Voraussetzung ist ein noch nicht abgeschlossenes Einspruchsverfahren. Ihr Ziel ist es aber nicht, das Finanzamt zu zwingen, eine Einspruchsentscheidung zu erlassen. Vielmehr entzieht sich das Finanzamt durch Untätigkeit der Möglichkeit, seine eigene Entscheidung im Einspruchsverfahren zu korrigieren, und eröffnet dem Einspruchsführer so den Weg vor das Finanzgericht. Deshalb ist es besser, die Untätigkeitsklage als Anfechtungsklage bzw. Verpflichtungsklage zu bezeichnen.

### Anfechtungsklage als Untätigkeitsklage
Diese Untätigkeitsklage ist zulässig, wenn Einspruch gegen einen Verwaltungsakt eingelegt wurde und über diesen Einspruch nicht in angemessener Frist sachlich entschieden wurde (§ 46 FGO). Dabei hängen hier Frist und Grund zusammen. Nicht jeder sachliche Grund kann eine Verlängerung der Frist herbeiführen. Das Gesetz schreibt eine Mindestfrist von sechs Monaten vor, die aus besonderen Gründen auch überschritten werden kann.

### Verfahren
Das Finanzgericht setzt gemäß § 46 Abs. 2 FGO in den Fällen der Anfechtungsklagen dem Finanzamt eine Frist, über die Sache zu entscheiden. Entscheidet das Finanzamt innerhalb der Frist, gibt es zwei Möglichkeiten:
- das Finanzamt hilft ab und erlässt den erwünschten Verwaltungsakt, dann erledigt sich der Rechtsstreit in der Hauptsache und die Kosten sind dem Finanzamt aufzuerlegen (§ 138 Abs. 2 FGO),
- das Finanzamt erlässt eine Einspruchsentscheidung. In diesem Fall wird aus der Untätigkeitsklage eine Anfechtungsklage, denn nun ist das Vorverfahren abgeschlossen.[3]

Bleibt das Finanzamt dagegen weiter untätig, entscheidet das Gericht in der Hauptsache.

### Verpflichtungsklage als Untätigkeitsklage
Auch die Verpflichtungsklage kann als Untätigkeitsklage erhoben werden. Wird ein Antrag abgelehnt und der Einspruch dagegen nicht bearbeitet, kann Verpflichtungsklage erhoben werden, obwohl das Vorverfahren nicht abgeschlossen ist.
Die Verpflichtungsklage darf nicht mit dem Untätigkeitseinspruch verwechselt werden (§ 347 Abs. 1 Satz 2 AO). Dieser ist gegeben, wenn das Finanzamt über einen Antrag nicht entscheidet, die Untätigkeitsklage, wenn es über einen Einspruch nicht entscheidet. Es ist auch die doppelte Untätigkeit des Finanzamtes denkbar, die erst einen Untätigkeitseinspruch und dann eine Untätigkeitsklage erlaubt.

## Untätigkeitsklage bei Justizverwaltungsakten
Geht es um die gerichtliche Überprüfung von Justizverwaltungsakten, ist die Untätigkeitsklage zum Strafsenat des Oberlandesgerichtes gemäß § 27 EGGVG statthaft.